# Castel d'Ario
Castel d'Ario és un municipi situat al territori de la província de Màntua, a la regió de la Llombardia, (Itàlia).
Castel d'Ario limita amb els municipis de Bigarello, Roncoferraro, Sorgà i Villimpenta.
Pertanyen al municipi les frazioni de Susano, Villa i Villagrossa.

## Galeria

Localització de Castel d'Ario a la província de Màntua